# Djurgårdens IF Fotboll 1913
Djurgårdens IF Fotboll, spelade i Svenska serien. Man blev 4 i serien. i slutspelet tog man sig till final men förlorade den mot Örgryte IS med 3-2 inför 5033 åskådare.